# Rock wa Lady no tashinami deshite
Rock wa Lady no tashinami deshite (jap. ロックは淑女の嗜みでして Rokku wa redi no tashinami deshite) – manga autorstwa Hiroshiego Fukudy, publikowana na łamach magazynu „Young Animal” wydawnictwa Hakusensha od października 2022. Na jej podstawie studio Bandai Namco Pictures stworzyło serial anime, który emitowano od kwietnia do czerwca 2025.

## Fabuła
Lilisa Suzunomiya jest uczennicą prestiżowej Akademii dla Dziewcząt Oshin. Jednakże, jako że została adoptowana przez bogatego ojczyma po ponownym małżeństwie swojej matki, a nie urodziła się w rodzinie z wyższych sfer, Lilisa musi ciężko pracować, by utrzymać pozory wyrafinowanej i kulturalnej uczennicy, aby zdobyć upragniony tytuł Szlachetnej Panny – najwyższe wyróżnienie szkoły. W tym celu musi zrezygnować z marzenia o grze na gitarze, którą dostała od swojego biologicznego ojca. Jednak przewrotny los łączy ją z inną uczennicą, Otohą Kurogane, i Lilisa odkrywa jej sekretne zamiłowanie do perkusji i muzyki rockowej. Gdy znów sięga po swoją gitarę, Lilisa i Otoha zaczynają potajemnie oddawać się wspólnej pasji do rocka.

## Bohaterowie
- Lilisa Suzunomiya (jap. 鈴ノ宮 りりさ Suzunomiya Ririsa)

Seiyū: Akira Sekine 
- Otoha Kurogane (jap. 黒鉄 音羽 Kurogane Otoha)

Seiyū: Miyuri Shimabukuro 
- Tina Isemi (jap. 院瀬見 ティナ Isemi Tina)

Seiyū: Ayaka Fukuhara 
- Tamaki Shiraya (jap. 白矢 環 Shiraya Tamaki)

Seiyū: Natsumi Fujiwara 

## Manga
Pierwszy rozdział mangi został opublikowany 28 października 2022 w magazynie „Young Animal”. Następnie wydawnictwo Hakusensha rozpoczęło zbieranie rozdziałów do wydań w formacie tankōbon, których pierwszy tom ukazał się 28 kwietnia 2023.
| Nr | Data wydania (język japoński) | ISBN (język japoński)  |
| -- | ----------------------------- | ---------------------- |
| 1  | 28 kwietnia 2023              | ISBN 978-4-592-16476-0 |
| 2  | 29 czerwca 2023               | ISBN 978-4-592-16477-7 |
| 3  | 27 października 2023          | ISBN 978-4-592-16478-4 |
| 4  | 29 lutego 2024                | ISBN 978-4-592-16479-1 |
| 5  | 29 lipca 2024                 | ISBN 978-4-592-16480-7 |
| 6  | 28 listopada 2024             | ISBN 978-4-592-16716-7 |
| 7  | 28 marca 2025                 | ISBN 978-4-592-16717-4 |

## Anime
W lipcu 2024 ogłoszono, że manga otrzyma adaptację w postaci telewizyjnego serialu anime. Za produkcję odpowiada studio Bandai Namco Pictures, a reżyserią zajął się Shinya Watada, wraz z Ōrim Yasukawą jako asystentem reżysera. Autorem scenariusza jest Shōgo Yasukawie, a projekty postaci przygotowała Risa Miyadani. Anime było emitowane od 3 kwietnia do 26 czerwca 2025. Motywem otwierającym jest „Ready to Rock” w wykonaniu zespołu Band-Maid, natomiast końcowym „Yume janai nara nan’na no sa” (jap. 夢じゃないならなんなのさ) autorstwa Little Glee Monster.

## Odbiór
Manga została polecona przez Aki Hamaji, autorkę serii Bocchi the Rock!.